# Shéhérazade (film, 1928)
Pour plus de détails, voir Fiche technique et Distribution.
Shéhérazade (Geheimnisse des Orients) est un film muet franco-allemand réalisé par Alexandre Volkoff, sorti en 1928.

## Synopsis
Un modeste cordonnier se voit en rêve comme un puissant prince qui va vivre des aventures à la manière du conte des mille et une nuits.

## Fiche technique
- Titre : Shéhérazade
- Titre original : Geheimnisse des Orients
- Réalisation : Alexandre Volkoff
- Scénario : Alexandre Volkoff, Robert Liebmann et Norbert Falk
- Décors : Alexandre Lochakoff
- Pays de production : Allemagne  République de Weimar - France
- Format : Noir et blanc - 1,33:1 - Film muet
- Genre : drame
- Date de sortie : 1928

## Distribution
- Nicolas Koline : Ali
- Iván Petrovich : Prince Achmed
- Dimitri Dimitriev : Sultan Schariah
- Gaston Modot : Prince Hussein
- Julius Falkenstein : Astrologue
- Hermann Picha : le fou du sultan
- Marcella Albani : Sobeide
- Nina Koshetz : Fatme, la femme d'Ali
- Dita Parlo : Esclave de la princesse
- Brigitte Helm